# Menna Shalabi
Pour les articles homonymes, voir Shalabi.
Menna Shalabi  (en arabe : منة شلبي), est une actrice égyptienne née le 22 juillet 1982.

## Filmographie

### Cinéma
- 2000 : Al assifa
- 2001 : Al-saher : Nour
- 2003 : Kallem mama
- 2004 : Baheb el cima de Oussama Fawzi
- 2004 : Ahla al awkat : Doha
- 2004 : Enta omry : Femme de Hend (Youssef)
- 2004 : Film Hindi
- 2004 : I Love Cinema
- 2004 : Iw'a wishshak : Noor
- 2004 : Shabab Take Away
- 2005 : Ahlam omrena : Noha
- 2005 : Banat wist el-balad : Yasmin
- 2005 : El Sayed Abo El Araby Wasal : Mohga
- 2005 : El-Haya Montaha El-lazza : Mona
- 2006 : An el ashq wel hawa : Salma
- 2006 : Fe Mahatet masr : Malak
- 2006 : Ouija : Mariam
- 2007 : Alawela fel Gharam : Sondos
- 2007 : Keda Reda : Nada / Nadia
- 2007 : Le Chaos de Youssef Chahine et Khaled Youssef : Nour
- 2007 : Wahed men el nas : Femme de Mahmoud
- 2008 : Aasef ala el-iz'ag de Khaled Mara'y : Farida / Mariem
- 2009 : Badal Faqed : Mai
- 2010 : Microphone d'Ahmad Abdalla : Hadeer
- 2010 : Nour Einy : Sarah
- 2011 : Bebo Wa Bashir : Bebo
- 2011 : Eza'at Hubb
- 2012 : Après la bataille de Yousry Nasrallah : Reem
- 2012 : Helm Aziz : Mère d'Aziz
- 2015 : Nawara : Nawara
- 2016 : Le Ruisseau, le Pré vert et le Doux Visage de Yousry Nasrallah
- 2017 : Al Asleyeen : Thoria Galal
- 2018 : Diamond Dust

### Séries télévisées
- 2000 : Salma Ya Salama
- 2001 : Hadith Alsabah wa Almassaa
- 2002 : Ayna qalbi : Tooha
- 2003 : El banat : Menna
- 2010 : El-Gamaah : Invitée Apperance
- 2013 : Neeran Sadeeqa : Amira
- 2014 : Sahibet Al Saada : Invitée
- 2015 : Quartier juif de Medhat al-Adl : Laila
- 2017 : Sunset Oasis : Catherine / Chathrine